# Strande
Strande là một đô thị thuộc huyện Rendsburg-Eckernförde, trong bang Schleswig-Holstein, nước Đức. Đô thị Strande có diện tích km², dân số thời điểm 31 tháng 12 năm 2006 là người.